# Stage Struck
Stage Struck är Rory Gallaghers tredje livealbum och släpptes 1980. Det innehåller i första hand låtar från hans sena 1970-talsskivor, där Rory blandar den traditionella bluesen med mer raka, rockiga influenser.

## Låtlista
Samtliga låtar skrivna av Rory Gallagher.
1. "Shin Kicker" - 3:58
2. "Wayward Child" - 4:32
3. "Brute Force and Ignorance" - 4:09
4. "Moonchild" - 6:03
5. "Bad Penny" - 6:39
6. "Key Chain" - 5:03
7. "Follow Me" - 5:56
8. "Bought and Sold" - 4:39
9. "The Last of the Independents" - 5:39
10. "Shadow Play" - 5:08